# Йосими
Йосими (яп. 吉見町 Ёсими-мати) — посёлок в Японии, находящийся в уезде Хики префектуры Сайтама. Площадь посёлка составляет 38,63 км², население — 19 995 человек (1 августа 2014), плотность населения — 517,60 чел./км².

## Географическое положение
Посёлок расположен на острове Хонсю в префектуре Сайтама региона Канто. С ним граничат города Кумагая, Коносу, Хигасимацуяма, Китамото и посёлок Кавадзима.

## Население
Население посёлка составляет 19 995 человек (1 августа 2014), а плотность — 517,60 чел./км². Изменение численности населения с 1980 по 2005 годы:
| 1980 | 16 107 чел. |  |
| 1985 | 17 043 чел. |  |
| 1990 | 18 991 чел. |  |
| 1995 | 21 371 чел. |  |
| 2000 | 22 246 чел. |  |
| 2005 | 22 217 чел. |  |

## Символика
Деревом посёлка считается Zelkova serrata, цветком — хризантема, птицей — полевой жаворонок.